# 窄唇蜘蛛兰
窄唇蜘蛛兰（学名：Arachnis labrosa）为兰科蜘蛛兰属下的一个种。